# Sessue Hayakawa
Sessue Hayakawa (japonès: 早川 雪洲, Hayakawa Sesshū) és el nom artístic de Kintarō Hayakawa (早川 金太郎, Hayakawa Kintarō), (Nanaura, Chiba, Japó, 10 de juny de 1889 − Tòquio, Japó, 23 de novembre de 1973) que va ser un actor, productor i director de cinema japonès.
Hayakawa va ser el primer actor asiàtic que va assolir el rang d'una estrella de cinema en els EUA i a Europa. En la seva època va ser tan famós com Charlie Chaplin.
Va actuar a més de 80 pel·lícules i dues de les seves pel·lícules es troben en el National Film Registry.
Hayakawa és, probablement, més conegut pel seu paper de Coronel Saito a la pel·lícula "El pont sobre el riu Kwai", pel qual va ser nominat a un Oscar al millor actor secundari el 1957.

## Biografia[1][2]
Va néixer el 1889 a Nanaura, Chiba, d'una família aristocràtica. La seva mare pertanyia a la classe noble dels samurais, el seu pare va ser governador de la província. El jove Hayakawa hauria volgut seguir els passos del seu pare i, es va embarcar en la carrera militar a l'Armada Imperial, però va haver d'abandonar aquest projecte a causa de problemes relacionats amb l'audició.
Va decidir dedicar-se a l'actuació, unint-se a una companyia de teatre que, el 1913, va viatjar als Estats Units. Va ser descobert per un famós productor, Thomas H. Ince, que li va oferir treballar per a ell, posant-lo sota contracte. L'1 de maig de 1914, es va casar amb l'actriu Tsuru Aoki. A l'any següent, l'actor apareix a The Cheat, una pel·lícula dirigida per Cecil B. DeMille. El seu paper, el d'un asiàtic fetitxista i cruel, fa d'ell una superestrella del cinema de Hollywood, conquistant legions d'admiradors que van marcar l'èxit com el de la primera estrella asiàtica de la pantalla. La pel·lícula va ser durament criticada per la comunitat japoneso - americana que exigia la retirada de la pel·lícula, reeditada el 1918.
Hayakawa es va convertir en un dels actors més ben pagats de Hollywood. Li van assignar papers romàntics: superant les diferències racials de l'època, va ser company de nombroses dives de la pantalla. L'actor va deixar la Famous Players - Lasky per fundar la seva pròpia productora, la Haworth Pictures amb la qual Hayakawa i la seva dona van començar a treballar diverses pel·lícules que tenien com a tema la integració dels immigrants japonesos i els seus somnis d'una societat lliure de prejudicis racials. Moltes d'aquestes pel·lícules s'han perdut.
En els anys vint, després de la Primera Guerra Mundial, als Estats Units va créixer un sentiment anti - japonès, que també va influir en el desenvolupament econòmic de les seves pel·lícules. Hayakawa va sortir dels Estats Units, tornant al Japó, on, però, no va ser capaç de desenvolupar-se amb soltesa. Després es va traslladar a França, i també va treballar en el Regne Unit. De retorn a Hollywood, el 1.931 va rodar  Daughter of the Dragon , una pel·lícula d'Anna May Wong. Però el cinema havia passat al sonor i el seu fort accent no va agradar al públic. De tornada al Japó i després a França, va rodar amb Max Ophuls  Yoshiwara . També va aparèixer en un remake de The Cheat , El parany daurat.
Als Estats Units, Hayakawa va tornar després de la Segona Guerra Mundial. tots els actors japonesos es van obrir les portes d'una nova fase de la seva carrera a Hollywood. Va tenir un paper de gran importància, anant tan lluny com per tocar l'Oscar al millor actor per la seva interpretació del comandant Saito a El pont sobre el riu Kwai, dirigida per David Lean el 1957.
Hayakawa va continuar actuant fins a 1966, quan es va retirar de l'activitat artística. La dona, Tsuru, havia mort el 1961. Al Japó, l'ex actor va donar classes d'actuació, combinant aquesta activitat amb la de sacerdot budista.

## Filmografia

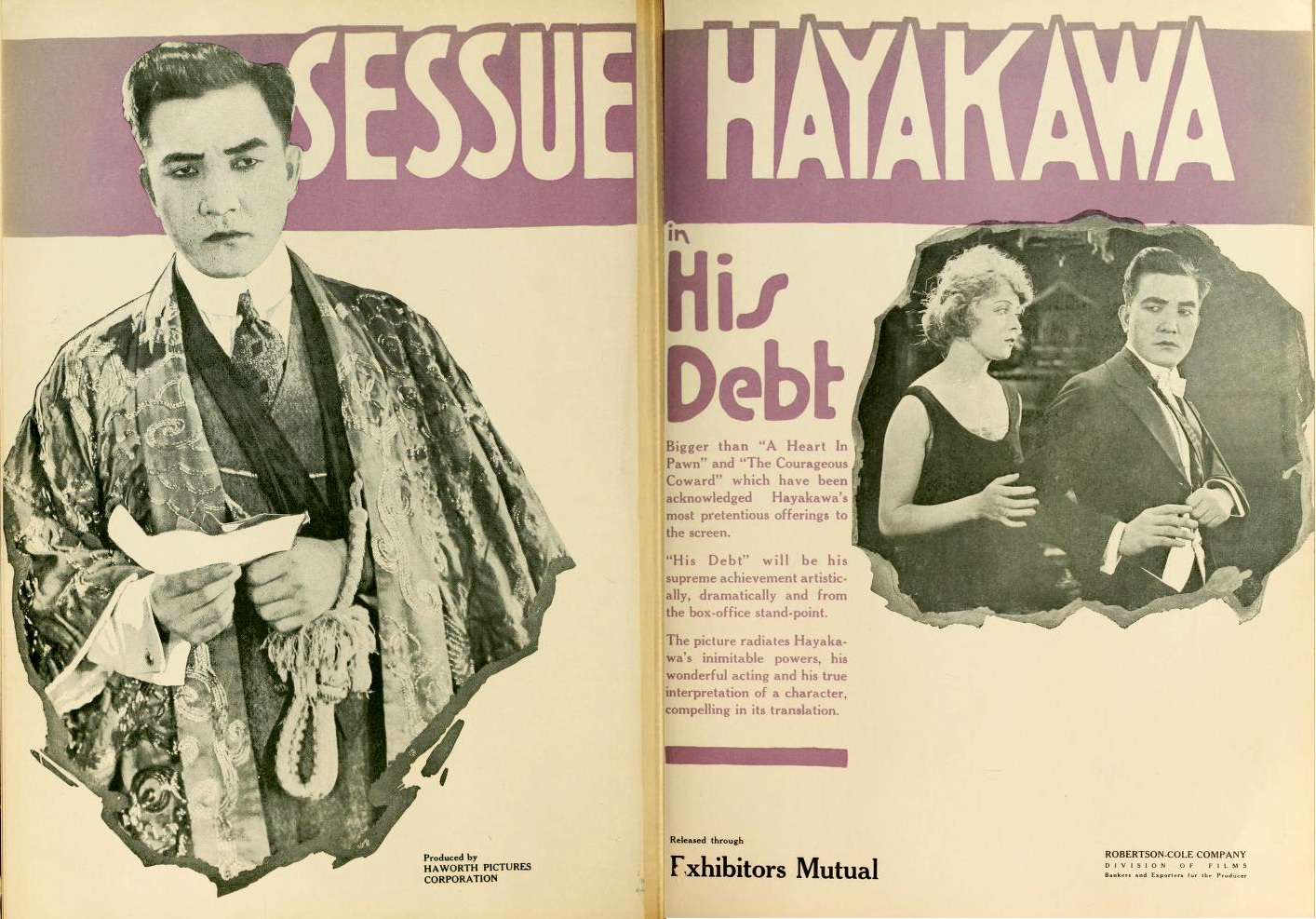
Publicitat (1919)

## Filmografia[4]

### Com a actor
- 1914: O Mimi San
- 1914: The Courtship of O San
- 1914: The Geisha
- 1914: The Ambassador's Envoy
- 1914: The Wrath of the Gods: Lord Yamaki
- 1914: A Tragedy of the Orient
- 1914: A Relic of Old Japan
- 1914: Star of the North
- 1914: The Curse of the Caste
- 1914: The Village 'Neath the Sea
- 1914: The Death Mask
- 1914: The Typhoon: Tokorama
- 1914: The Vigil
- 1914: Mother of the Shadows
- 1914: The Last of the Line
- 1915: After Five: Oki, el Valet
- 1915: The Famine: Horisho
- 1915: The Chinatown Mystery: Yo Hong
- 1915: The Clue: Nogi
- 1915: The Secret Sin: Lin Foo
- 1915: The Cheat, de Cecil B. DeMille: Hishuru Tori (original) / Haka Arakau (versió de 1918)
- 1915: Temptation: afeccionat a l'Opera
- 1916: Alien Souls: Sakata
- 1916: The Honorable Friend: Makino
- 1916: The Soul of Kura San: Toyo
- 1916: The Victoria Cross: Azimoolah
- 1917: Each to His Kind: Rhandah
- 1917: The Bottle Imp: Lopaka
- 1917: The Jaguar's Claws: El Jaguar
- 1917: Forbidden Paths: Sato
- 1917: Hashimura Togo: Hashimura Togo
- 1917: The Call of the East: Arai Takada
- 1917: The Secret Game: Nara-Nara
- 1918: Banzai: el general americà
- 1918: The Hidden Pearls: Tom Garvin
- 1918: The Honor of His House: Comte Ito Onato
- 1918: The White Man's Law: John A. Genghis
- 1918: The Bravest Way: Kara Tamura
- 1918: The City of Dim Faces: Jang Lung
- 1918: His Birthright: Yukio
- 1918: The Temple of Dusk: Akira
- 1919: The Gray Horizon
- 1919: The Courageous Coward: Suki Iota
- 1919: A Heart in Pawn: Tomaya
- 1919: His Debt: Goto Mariyama
- 1919: The Man Beneath: Dr. Chindi Ashutor
- 1919: Bonds of Honor: Yamashito / Sasamoto
- 1919: The Dragon Painter: Tatsu, el pintor de Dragon
- 1919: The Illustrious Prince: Príncep Maiyo
- 1919: The Tong Man: Luk Chen
- 1920: The Beggar Prince: Nikki / Prince
- 1920: The Brand of Lopez: Vasco Lopez
- 1920: The Devil's Claim: Akbar Khan / Hassan
- 1920: Li Ting Lang: Li Ting Lang
- 1920: An Arabian Knight: Ahmed
- 1921: The First Born: Chan Wang
- 1921: Black Roses: Yoda
- 1921: Where Lights Are Low: TSu Wong Shih
- 1921: The Swamp: Wang
- 1922: Five Days to Live: Tai Leung
- 1922: The Vermilion Pencil: Tse Chan / The Unknown / Li Chan
- 1924: La Bataille amb Gina Palerme
- 1924: The Great príncep Shan: Prince Shan
- 1924: Sen Yan's Devotion: Sen Yan
- 1924: The Danger Line: Marqués Yorisaka
- 1929: Sessue Hayakawa in 'The Man Who Laughed Last'
- 1931: Daughter of the Dragon: Ah Kee
- 1932: Running Hollywood
- 1932: Taiyo wa higashi yori: Kenji
- 1937: Atarashiki tsuchi: Iwao Yamato
- 1937: Yoshiwara: Isamo, Kuli
- 1937: Forfaiture de Marcel L'Herbier: Príncep Hu-Long
- 1942: Patrouille blanche: Halloway
- 1942: Macao, l'enfer du jeu: Ying Tchaï
- 1943: Le Soleil de minuit: Matsui
- 1946: Le Cabaret du grand large: Professor Wang
- 1947: Quartier chinois: Tchang
- 1949: Tokyo Joe: Baron Kimura
- 1950: Three Came Home de Jean Negulesco: Coronel Suga
- 1950: Harukanari haha no kuni: Joe Hayami
- 1950: Re mizeraburu: kami to akuma
- 1950: Re mizeraburu: kami to jiyu no hata
- 1955: House of Bamboo: Inspector Kito
- 1957: The Bridge on the River Kwai: Coronel Saito
- 1958: The Geisha Boy de Hal Walker: M.. Sikita
- 1959: Green Mansions: Runi
- 1960: Hell to Eternity: General Matsui
- 1960: Swiss Family Robinson: Kuala
- 1961: The Big Wave: el vell
- 1966: The Daydreamer: The Mole (veu)

### Com a productor
- 1921: The First Born
- 1921: Black Roses
- 1921: Where Lights Are Low
- 1921: The Swamp

### Com a director
- 1932: Taiyo wa higashi yori

## Teatre
1944: Forfaiture de Sessue Hayakawa

## Premis i nominacions

### Nominacions
- 1958: Oscar al millor actor secundari per El pont sobre el riu Kwai[5]
- 1958: Globus d'Or al millor actor secundari per El pont sobre el riu Kwai